# Chuluunhoroot
Chuluunhoroot (mongoliska: Чулуунхороот Сум, Чулуунхороот, Chuluunhoroot Sum) är ett distrikt i Mongoliet. Det ligger i provinsen Dornod, i den östra delen av landet, 700 km öster om huvudstaden Ulan Bator.